# Cântico da Liberdade
Cântico da Liberdade (în română, Cântecul de libertate) este imnul național din Capul Verde din 1996. Muzica a fost compusă de Adalberto Higino Tavares Silva, iar versurile de Amílcar Spencer Lopes.